# 马金忠
马金忠（1949年1月—），男性，山东寿光人，1975年4月参加工作，1971年2月加入中国共产党，中华人民共和国政治人物.

## 人物经历
马金忠历任中共寿光县卧铺公社党委书记、寿光县委副书记、副县长，县长，县（市）委书记，中共潍坊市委常委、潍坊高新技术产业开发区党工委书记、管委会主任，山东省农机局局长、党组书记。1997年出任中共枣庄市委副书记、市长兼同市政协主席，1998年当选为第九届全国人大代表。2002年升任中共枣庄市委书记、枣庄市人大常委会主任。2006年去职出任国有企业山东省高速公路集团有限公司董事长、党委书记。